# La Mule et les Émeraudes
Pour plus de détails, voir Fiche technique et Distribution.
La Mule et les Émeraudes  est un film canadien réalisé par Bashar Shbib, sorti en 1995.

## Synopsis
Nick, un ancien prisonnier, se fait embarquer dans un dernier coup qui est censé lui garantir une vie tranquille aux Caraïbes avec sa copine Jeanne. Il doit livrer une émeraude aux Bermudes. Son commanditaire se fait assassiner par un clan opposé qui essaie de s’approprier l’émeraude. Parallèlement, Nick s’inquiète de la liaison que Jeanne entretien avec Marc.

## Fiche technique
- Titre : La Mule et les Émeraudes
- Réalisation : Bashar Shbib
- Scénario : Bashar Shbib, Thérèse Brodeur
- Production : Bashar Shbib
- Photographie : Jay Ferguson
- Montage : Meiyen Chan, Benjamin Duffield
- Musique : Babelfish
- Pays d'origine : Canada
- Langue : français
- Durée : 76 min
- Format : couleur, 35 mm
- Distribué par :  Panorama Canada[1].
- Date de sortie : 26 août 1995 [2]

## Distribution
- Nick : Frédérick Duval
- Jeanne : Susila
- George : Claude Larivière
- Marc :  Pascal Auclair

## Production

### Production francophone
La Mule et les Émeraudes est le premier long-métrage francophone de Bashar Shbib. Ayant déjà eu souvent des collaborateurs francophones sur ses autres films, il a accepté, à leur demande, de tourner un film en français. 

## Diffusion
La Mule et les Émeraudes a été diffusé au quatorzième Rendez-vous du cinéma québécois 

## Style et genre

### Sources d’inspiration
Bashar Shbib a été inspiré par son intérêt pour les films des années 1960 présentant des personnages obsédés par des pierres précieuses.